# Bangweulusümpfe
Koordinaten: 11° 10′ S, 29° 40′ O

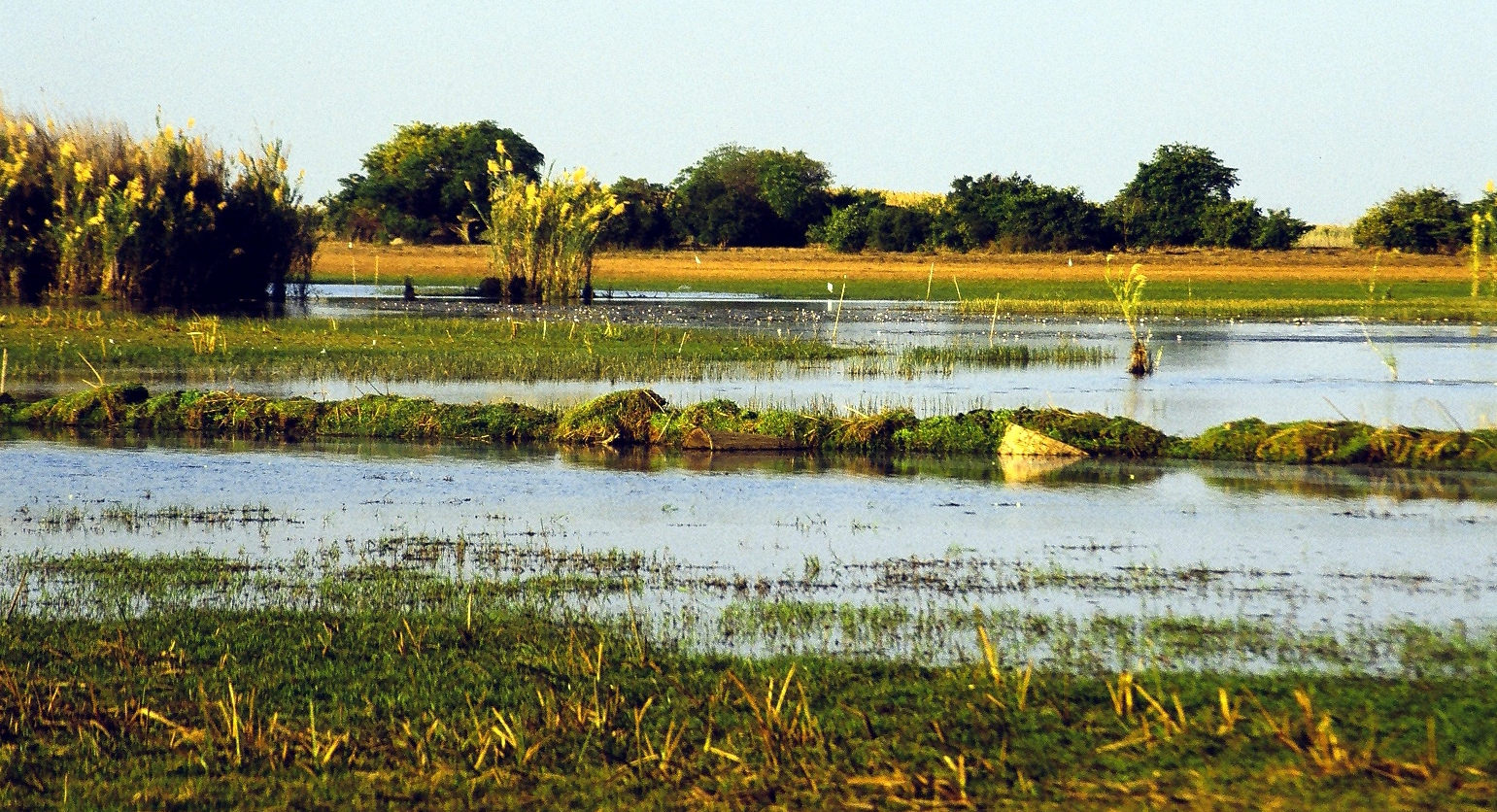
Bangweulusümpfe während der Trockenzeit

Die Bangweulusümpfe sind Teil des großen Bangweulubeckens auf dem 
nordsambischen Plateau, das aus dem Bangweulusee und einem großen umgebenden Feuchtgebiet besteht. Bangweulu heißt Ort, wo das Wasser den Himmel trifft.

## Geografie
Die Bangweulusümpfe sind eine Auenlandschaft mit einer ungefähren Ausdehnung von 250 Kilometern von Nord nach Süd und 180 Kilometern von Ost nach West. Sie liegen im Drei-Ländereck der Provinzen Luapula, Muchinga und der Nordprovinz.

## Hydrologie

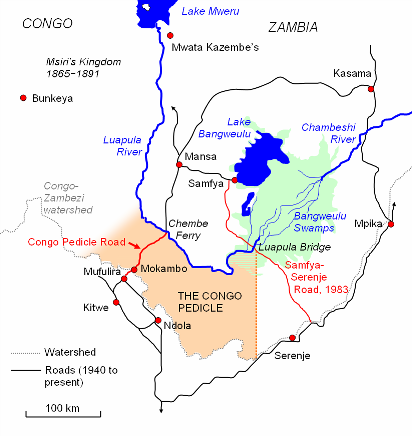
Der Chambeshi und der Luapula mit den Bangweulusümpfen

In das Bassin münden 17 Flüsse, die ein Einzugsgebiet von 190.000 km² haben. Der größte von ihnen ist der Chambeshi. Weitere sind Luansenshi, Munilshi, Lwitikila, Lukulu und Lulimala. Entwässert wird es nur von einem Fluss, dem Luapula, allerdings verdunsten 90 Prozent des Wassers.
Ihr Gebiet wird in der Regenzeit zwischen November und März durch 1200 Millimeter Regen im gesamten Einzugsgebiet geflutet, so dass der Wasserspiegel um ein bis zwei Meter steigt. Das hat zur Folge, dass die Uferlinie bis zu 45 Kilometer weit zur Peripherie hin verschoben wird. 

## Fauna
Im Vergleich zu dem Okawango-Delta in Botswana übertrifft das Gebiet die Zahl ihrer Vogel- und Tierarten. Neben Wildtieren sind vor allem Wasservögel zu sehen, darunter der Schuhschnabel, aber auch Flusspferde, Krokodile, verschiedene Antilopenarten, darunter der Schwarze Letschwe, Elefanten und Leoparden.

## Schutzgebiete
Am Südwestende der Sümpfe liegt der Kasanka-Nationalpark, der wirtschaftlich geführt wird und in dem Safaris angeboten werden. Außerhalb des Nationalparks darf gejagt werden. Den Schwarzen Letschwe findet man im Bangweulu Game Management Area.
Ein Teil des Bangweulusee wurde 1991 als RAMSAR-Schutzgebiet ausgewiesen, das 2007 von 2500 km² auf 11.000 km² erweitert wurde und den größten Teil des Sumpfgebiets abdeckt.

## Besiedlung
Die Bangweulusümpfe sind seit Urzeiten besiedelt, weil sie reichlich Nahrung boten. Jagd und Ackerbau waren gleichermaßen ertragreich. Nach einer Flutkatastrophe im Jahr 1998 brach Hunger aus. In den höher gelegenen Gebieten dominiert Miombo-Wald, in den tieferen herrschen Papyrus und offene Wasserflächen vor. 
Der Boden ist fruchtbar und es gibt Anhöhen, auf denen das ganze Jahr über trocken gewohnt werden kann. Straßen gibt es keine. Die Wasserwege sind die einzigen Transportrouten und werden von den Einheimischen gepflegt. Dafür stehen vor allem Einbäume zur Verfügung, die sogenannten Banana-Boote. So bringen sie ihre Erzeugnisse nach Samfya, dem zentralen Marktplatz der Bangweulusümpfe, von dem aus die Waren, vor allem Fisch, weiter in den Copperbelt transportiert werden. Dieser Handel wird von Menschen aus Lusaka kontrolliert. Die Spanne zwischen Einkaufs- und Verkaufspreisen ist hoch. 